# Општина Петровац
Општина Петровац је општина у Републици Српској, БиХ. Налази се у западном дијелу Републике Српске. Сједиште општине се налази у насељеном мјесту Дринићу. Према подацима Агенције за статистику Босне и Херцеговине на попису становништва 2013. године, у општини је пописано 360 лица.

## Насељена мјеста
Подручје општине Петровац чине насељена мјеста:
Бравски Ваганац*, Буковача, Бунара*, Дринић, Кленовац* и Подсрнетица*.
По потписивању Дејтонског споразума, у састав Републике Српске ушли су дијелови сљедећих насељених мјеста пријератне општине Босански Петровац: Бравски Ваганац, Буковача, Бунара, Дринић, Кленовац и Подсрнетица. Од овог подручја формирана је општина Петровац.

## Историја
Општина Петровац - Дринић се простире на површини од 136,48 км2, и заузима 16% територије површине бивше општине Босански Петровац (од 853 км2). Ова општина је настала по потписивању Дејтонског споразума. Територију општине су грађани напустили 14. септембра 1995. године и привремено се настанили у Дервенти, да би се после Дејтонског споразума вратили у марту 1996. године; последица тога је формирање општине у Дринићу, марта 1998. године. Поред насељеног места Дринић општини Петровац припада и део насељеног места Бунаре, као и део Буковаче. Општина Петровац је по попису становништва 1981. године имала 400 становника, по попису 1991. год. 362 становника. Интерним пописом становништва са стањем од 31. 12. 2004. регистровано је 376 становника са статусом пребивалишта (а са статусом боравка или боравишта 1.250 становника (највише из Федерацијске општине Босански Петровац).
Док према попису из 2013. у Петровцу станује око 300 становника.

## Политичко уређење

### Општинска администрација
Начелник општине представља и заступа општину и врши извршну функцију у Петровцу. Избор начелника се врши у складу са изборним Законом Републике Српске и изборним Законом БиХ. Општинску администрацију, поред начелника, чини и скупштина општине. Институционални центар општине Петровац је насеље Дринић, гдје су смјештени сви општински органи.
Начелник општине Петровац је Драго Ковачевић испред СНСД, који је на ту функцију ступио након локалних избора у Босни и Херцеговини 2020. године. Састав скупштине општине Петровац је приказан у табели.

### Повјереништво за Општину Петровац
Повјереништво за Општину Петровац је формирано 1996. године на основу Тачке 2. Амандмана XXXV на Устав Републике Српске и Тачке 2. Одлуке о образовању повјереништава за општине односно подручја која су у цјелини или дјелимично ушла у састав Федерације БиХ. Повјереништво општине извршава налоге Народне скупштине, Предсједника Републике и Владе Републике Српске и врши послове из надлежности Скупштине општине и Извршног одбора у складу са законом. Повјереништво је образовано у сљедећем саставу:
1. Јовица Шепа, предсједник,
2. Миланко Бркљач,
3. Драган Кецман,
4. Милан Милановић,
5. Драган Милановић,
6. Чедо Поповић,
7. Драган Мирковић.

## Становништво

### Национални састав 2013. (коначни резултатиБХАС)
| Етнички састав према попису из 2013.‍ | Етнички састав према попису из 2013.‍ | Етнички састав према попису из 2013.‍ | Етнички састав према попису из 2013.‍ | Етнички састав према попису из 2013.‍ |
| ------------------------------------ | ------------------------------------ | ------------------------------------ | ------------------------------------ | ------------------------------------ |
|                                      |                                      |                                      |                                      |                                      |
| Срби                                 | Срби                                 |                                      | 358                                  | 99,16%                               |
| остали                               | остали                               |                                      | 2                                    | 0,83%                                |
| укупно: 360                          |                                      |                                      |                                      |                                      |

## Познате личности
- Милан Ћуп
- Владо Бајић
- Јован Бијелић
- Илија Дошен
- Скендер Куленовић
- Маринко Роквић
- Здравко Челар